# Ondestorte

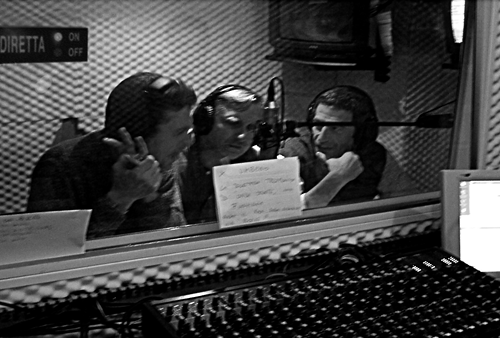
I tre conduttori di "Ondestorte" negli studi di Radio Nostalgia (Novembre 2005)

Ondestorte è una trasmissione radiofonica di intrattenimento.
La prima serie di puntate di Ondestorte viene trasmessa in Liguria nel 1979 dall'emittente privata Radio Liguria Uno che ospiterà la trasmissione fino al 1989. Gli autori e conduttori di Ondestorte passeranno poi a Radio Genova Sound nel 2001, creando lo spazio mattutino di Albume by Ondestorte. Nonostante la diffusione locale, il programma era conosciuto in tutta Italia. Dal 2003 entra nel palinsesto di Radio Nostalgia che ne propone cicli annuali in diretta.
Fin dalle prime puntate la trasmissione si caratterizza per l'umorismo surreale, le paradossali parodie mediatiche, la satira e il sarcasmo, inaugurando fin dai primi anni ottanta un nuovo genere di comicità demenziale, definita da alcuni cronisti "il figlio scemo di Alto gradimento". Il successo e il consenso di Ondestorte vengono analizzati dal giornalista Roberto Onofrio nel libro con cd allegato Ondestorte - Il peggio (Le Mani, Genova, 2000).
Alcuni dei personaggi proposti da Ondestorte (Joe Scognamiglio, Claudio Fraudolento, Anentodio Friulzi detto Flacca, Pedro Feroci) acquistano una certa notorietà e vengono ospitati in concerti rock, programmi televisivi o occasioni mondane per il loro umorismo demenziale. Nel 2007 l'editrice De Ferrari e Devega pubblica un cd con intitolato Tutto tranne sesso, soldi e successo, una sintesi delle puntate 2003-2006.

## Storia
Le origini (1978-1980)
Alla fine di agosto del 1978 la Voce Misteriosa, uno dei fondatori di Ondestorte, conduce su Radio Liguria 1 Musical Extravaganza, una trasmissione notturna di musica colta che necessita di spazi di alleggerimento. Vengono quindi convocati due amici con qualche esperienza di recitazione e qualche precedente in altre radio libere. Gli interventi comici subito suscitano una elevata risposta del pubblico. Il piccolo successo degli "spot" spinge il management di Radio Liguria Uno a creare uno spazio comico nella programmazione. Nel novembre 1978 prendono così il via, il martedì sera in diretta, le prime sperimentali puntate di Ondestorte; come sigla viene scelta "Chase" di Giorgio Moroder, soundtrack del film "Fuga di mezzanotte". Non sarà mai più abbandonata.
Dal 1979 Ondestorte viene trasmessa in differita il lunedì, mercoledì e venerdì dalle 13,30 alle 14,00; mentre il martedì, giovedì e sabato vengono trasmesse le repliche della settimana precedente. Il successo nell'area genovese è notevole, sostenuto dalla presenza pressoché quotidiana del programma.
Fin dagli esordi gli autori sentono l'esigenza di inframmezzare la sarabanda di presenze improvvisate in diretta senza copione con inserti audio pre-registrati e accuratamente mixati. Iniziano così le celebri parodie delle campagne pubblicitarie che apparivano sui grandi media, un'idea poi ripresa da molte successive generazioni di comici e cabarettisti. Degli inserti audio Ondestorte fa uno dei suoi pezzi forti: nascono rubriche, trailer, collegamenti e "tormentoni", che sono generalmente un mix di tracce preparate a cui si sommano interventi in diretta, come le interminabili serie di "disturbatori" che spezzano di continuo il ritmo del programma.
La fase creativa (1980-1990)
Nell'inizio dell'estate 1980 Radio Liguria 1 si trasferisce dalla storica sede del Righi a piazza Palermo (Genova); Fino al 1984 Ondestorte resta nel pieno del pomeriggio radiofonico con interventi registrati (spesso repliche) di 10 minuti circa, alternati da musica. Gli ascolti crescono e il lessico ondestortiano diventa consuetudine per i teen-ager della Liguria.
Dal febbraio 1984 iniziano le "storiche" dirette del lunedì con l'inizio previsto (e mai rispettato) alle 21,30, inizialmente della durata di un'ora e mezza, poi con orario e durata imprecisati. Il programma proseguirà con qualche interruzione fino al 1988. È questo il momento di massima popolarità della trasmissione, in cui la struttura iniziale diviene via via più labile ed elastica per dare più spazio agli interpreti che improvvisano quasi tutto, vantandosi di preparare anche la "scaletta" della trasmissione pochi minuti prima di andare in onda. Sono gli anni in cui cominciano a irrompere le tecnologie e Ondestorte immediatamente mette in risalto il paradosso dell'accessibilità: computer parlanti, telefoni portatili, segnali orari interrompono incessantemente il programma. Abilmente mixati da un regista, anch'egli autore e voce interprete della trasmissione, i personaggi si dilatano in spazi surreali, rispondono a telefonate chilometriche, danno voce ad ascoltatori deliranti in uno spazio sonoro perennemente costellato di contributi registrati, scelti da un archivio ormai gigantesco o forniti da ascoltatori presenti, le cui audiocassette vengono spesso mandate in diretta senza neppure essere preventivamente ascoltate.
In questa fase si esprime la creatività di Ondestorte anche sotto il profilo del format, che diviene uno spazio sonoro particolare, dove si fa ampio uso del "bianco", cioè delle pause "proibite" per la radio, e dove da ogni dove (in sottofondo, alle spalle, di fianco) irrompono moltitudini di immagini sonore di differente densità e ruvidità: rumori, urla, voci, musica e silenzio costituiscono l'impasto di Ondestorte che il pubblico ricostruisce con l'immaginazione che solo la radio sa scatenare.
Proprio in questa sconclusionata assenza di regole, tragica da un punto di vista dei ritmi radiofonici ma esilarante per un certo target, si esprime la cifra più creativa e libera degli autori di Ondestorte, che improvvisano i loro interventi "live" di fronte al pubblico che accalca gli studi e che partecipa attivamente alla trasmissione con urla, commenti e interventi di ogni sorta. Sono di questo periodo i maggiori consensi, gli zainetti degli studenti con i motti ondestortiani "demenza senza violenza" e "sugna di cagna" e "fegati spappolati" (in omaggio al venerato Vasco Rossi), ma anche le lettere di indignazione, le telefonate di dissenso, le sanzioni disciplinari ai vari membri dello staff e le interruzioni della trasmissione operate dalle Forze dell'Ordine, in genere per schiamazzi, una volta per sedare una rissa. In questo periodo anche i media cominciano a osservare con interesse il fenomeno Ondestorte: un'ampia rassegna stampa dell'epoca testimonia i disguidi della trasmissione e li annovera tra le promesse della comicità ligure, affiancandoli talvolta a grandi nomi come quello di Beppe Grillo, o di il Trio Marchesini-Solenghi-Lopez.
Sporadiche presenze (1990-2000)
Di fronte all'ipotesi di "esportare" il successo di Ondestorte viene ribadita la volontà degli autori di mantenere il programma nell'ambito del divertimento e del tempo libero, quindi no-profit. Tornati quindi alle loro "vere" occupazioni, i protagonisti di Ondestorte negli anni novanta si producono in rare apparizioni "a volto nascosto" sulle tv liguri, in particolare su http://www.fnnetwork.it ideata e condotta dagli ex "colleghi", i poliedrici dj Carlo e Roberto Trapani.
il 9 dicembre 1992 viene decisa una diretta commemorativa non-stop su Radio Liguria Uno con la partecipazione di tutti i personaggi. I media locali ne parlano, la voce si sparge ma al momento di andare in onda l'assembramento di persone è tale da costringere le forze dell'Ordine a sospendere un'altra volta la diretta.
Dal novembre 1994 al marzo 1996 l'umorismo di Ondestorte campeggia sulle pagine di MazUrka!, bimestrale di fumetti, che ospita interventi e rubriche curate dagli autori.
Negli ultimi mesi del 1999 Radio Nostalgia trasmette le "Retrospettive" con il meglio di Ondestorte, nella fascia oraria 21,30- 22,00. Nello stesso anno alcuni personaggi di Ondestorte (Flacca, Fraudolento, Scognamiglio, un tossico) compaiono nel brano I grandi dritti del CD di Piero Parodi, "Contime 'na stoja".
La nuova ondata (2000-2010)
il 13 dicembre 2000 viene presentato a Genova il libro "Ondestorte - Il peggio". Il grande afflusso di pubblico e il rapido esaurimento del volume convincono lo staff a prendere nuovamente la via dell'etere.
Nel 2001 Ondestorte riappare su Radio Genova Sound, storica radio genovese, e occupa uno spazio mattutino (Albume) spezzettato in intermezzi di alleggerimento alle news. Il successo è immediato nonostante la vena ondestortiana sia ora ingabbiata nella rigida tempistica di un palinsesto radiofonico di tipo moderno. Resa più "pulita" e meno farraginosa l'ironia di Ondestorte riacquista la sua freschezza e assume un ritmo contemporaneo; la brevità degli interventi la rende gradita ad un pubblico eterogeneo e non sempre incline all'ironia, ben diverso dagli storici e fedeli ascoltatori serali del lunedì sera, tradizionale giorno di messa in onda di Ondestorte.
Per riaprire quello spazio il programma dovrà attendere il 2004 in cui ricominciano su Radio Nostalgia le tradizionali dirette del lunedì sera, rese decisamente più moderne ed efficaci dalle nuove tecnologie e da una regia che governa il gruppo in ritmi serrati e turbinosi. La nuova ricetta è "togliere il superfluo e addensare il ridicolo". Si riesce così a ottenere dal 2004 al 2010 quella che da tutti è ritenuta la migliore serie di Ondestorte, nella quale nuovi autori-interpreti si aggiungono agli storici, arrivano nuovi personaggi mentre quelli già esistenti vengono rilanciati in nuove vesti e con nuovi ruoli, come accade al trasformistico Erasmo da Rotterdam, che si occupa indifferentemente di imitazioni, collezioni, evocazioni storiche o quiz, all'isterico Flacca che passa dal cinema al sesso, dalla droga alla cronaca, o a Felix Zampa da Cantalupo che da esperto animalista diviene prima cronista della storia recente e poi esperto di misteri. Il dj Pedro Feroci si reinventa conduttore di techno-rave e il cronista Lapio Bidetti effettua deliranti telecronache di incomprensibili incontri sportivi. Uguali a sé stessi restano invece due pilastri ondestortiana: il guardiano notturno Joe Scognamiglio, che narra dei suoi incontri col crimine, e il poeta Claudio Fraudolento, che declama i suoi versi dove si intrecciano arcaismi linguistici e volgarità gratuite.
Alcuni protagonisti della trasmissione compaiono nel film InvaXön - Alieni in Liguria (2004) e successivamente in Capitan Basilico (2008), entrambi prodotti dai Buio Pesto. Il regista Massimo Morini esige la voce del Fine Dicitore per il doppiaggio di Franco Malerba nel film e nella serie tv "InvaXön".

## La comicità di Ondestorte: origini e fonti
Se è inequivocabile il collegamento della trasmissione al precedente Alto gradimento, ed è evidente che interpreti come Giorgio Bracardi e Mario Marenco abbiano influenzato il gruppo di autori di Ondestorte, vale la pena di sottolineare che la trasmissione ha subito una notevole evoluzione rispetto alla formula iniziale, ispiratasi proprio dalla trasmissione di Renzo Arbore e Gianni Boncompagni, che prevedeva tre conduttori (La Voce Misteriosa, Scatolone e il Fine Dicitore) i quali introducevano numerosi "ospiti", spesso interpretati dagli stessi conduttori. Ondestorte infatti approda ben presto a schemi comunicativi assai più sperimentali dei programmi comici contemporanei, che diventano immediatamente "di regime", mentre Ondestorte per anni ha mantenuto il suo carattere underground.
I personaggi di successo messi in campo da Ondestorte, da sempre stanno stretti nella gag, e aspirano ad aoccupare spazi recitativi più lunghi, in cui emanciparsi dal ruolo di macchiette per comunicare anche un profilo psicologico, seppure estremizzato e distorto.
In questo dilatare i monologhi dei personaggi, concedere (come solo nelle radio libere era possibile) agli interpreti la massima libertà, si esprime anche il profilo oscuro di Ondestorte, il suo essere specchio dei tempi. Dietro alla demenziale allegria infatti, vi è spesso il desolato disorientamento, il rabbioso disadattamento dell'uomo moderno, che nello spazio di Ondestorte viene deriso, amplificato ma soprattutto esorcizzato. Di fronte al disagio sociale che caratterizza gli anni di inizio di Ondestorte (gli esordi sono del 1978), il programma reagisce con lo sberleffo: "essere violenti è una convenzione sociale, essere dementi è una scelta di vita" affermano gli autori nella quarta di copertina del libro dedicato alla trasmissione nel 2000. Demenziali, ironici, deliranti, certamente, ma anche per deridere fantasmi come la droga, il terrorismo, le trame oscure di un'Italia di stragi e misteri; impegnati a investire in buon umore pur riconoscendo le ragioni di una società arrabbiata.
Per cercare le fonti d'ispirazione del poliedrico mondo di Ondestorte occorre tener d'occhio l'età degli autori, tutti nati nell'arco degli anni cinquanta. Si tratta della prima generazione italiana formatasi anche con la tv. Quindi le radici dello spirito di Ondestorte, anche per ammissione degli autori, affondano in primis nel panorama comico-televisivo italiano degli anni sessanta e anni settanta, dal quale occorre estrapolare gli aspetti più paradossali e surreali, come le trasmissioni delle vecchie registrazioni teatrali di Ettore Petrolini, dei Fratelli De Rege (anche nelle riproposizioni di Walter Chiari e Carlo Campanini), gli sketch di Ugo Tognazzi e Raimondo Vianello ai tempi del loro sodalizio, le esibizioni dei Brutos.
Tutto questo riguarda l'inconscio del programma, potremmo dire "il rimosso" che agisce inconsapevolmente. Infatti a sconvolgere i paradigmi comunicativi della generazione in oggetto (quella degli autori) intervengono il boom economico e poi la contestazione giovanile iniziata alla fine anni sessanta con gli scioperi, la rivoluzione sessuale, il femminismo, la droga, il dilagare del beat, del rock e del pop, dei cortei e delle occupazioni universitarie e poi del misticismo e delle saggezze orientali. Tutto materiale che la trasmissione metabolizza, tritura e mescola nelle sue sbracate irrisioni che puntualmente sfociano in un sarcasmo surreale e paradossale. Ondestorte infatti spesso aspira a mettere in risalto le incongruenze e le ingiustizie del mondo contemporaneo consegnando ai suoi protagonisti ruoli di non intrattenitori, di non affabulatori. Non narratori di barzellette ma nevrotici disorientati, assurdi e dislessici sognatori, visionari imbecilli che si rifanno alla comicità da cabaret, sdoganata nel 1968 per il grande pubblico (ma capita solo dai più giovani) dai "nuovi comici" Cochi Ponzoni e Renato Pozzetto, Paolo Villaggio, Lino Toffolo che entrano nelle case degli italiani (e per dichiarata ammissione anche nella testa dei conduttori di Ondestorte) con la trasmissione Quelli della domenica, scritta da Marcello Marchesi, Italo Terzoli, Enrico Vaime e Maurizio Costanzo e con la successiva È domenica, ma senza impegno (1969).
Nella discografia di riferimento figura senza dubbio Cara Kiri (1971) di Pippo Franco, ma tra i prodotti che possono avere influenzato e forgiato lo humor ondestortiano c'è anche la prima discografia degli Squallor: Troia (1973), Palle (1974) e Vacca (1977). A preparare il terreno per la trasmissione è da segnalare poi un altro notevole passaggio di comicità televisiva, anche questo "riverito ossequiosamente" dallo staff di Ondestorte: Non stop, varietà emesso dalla Rai nel 1977 nel quale alcuni "mostri sacri" come Marco Messeri, Carlo Verdone, Massimo Troisi con La Smorfia, I Gatti di Vicolo Miracoli, I Giancattivi e successivamente Zuzzurro e Gaspare introducevano nuove prospettive alla comicità. Verso la fine degli anni settanta non può essere sottaciuta, anche per le numerose citazioni radiofoniche, la simpatia di Ondestorte per il rock crudele e demenziale degli Skiantos, in particolare degli LP: Inascoltable (1977), MonoTono (1978) e Kinotto (1979).
Difficile è tuttavia incasellare la poliedrica trasmissione che talvolta "scivola in toni alti" rivelando anche l'ampiezza del diametro di Ondestorte. Secondo gli autori, oscilla tra l'assurdo di Eugène Ionesco e lo sputo nell'occhio dell'avanspettacolo, tra i Nonsense Limericks di Edward Lear e le scoregge di Alvaro Vitali.